# Spyware Doctor
Spyware Doctor由美国PC Tools公司开发的一款反间谍软件，其入门版为免费产品。

## 查杀对象
查杀对象包括：间谍软件（Spyware）、广告软体（Adware）、特洛伊木马 (电脑)（Trojans）、按键记录器（Keyloggers）、身份窃取（Identity Theft）、劫持者（Hijackers）、记录威胁软件（Tracking Threats）、虚假反间谍软件（Rogue Anti-Spyware）、多馀软件（Unwanted Software）、网络钓鱼（Phishing）、弹出式广告（Popups）及恶意网站（Bad Websites）。